# ماتياس سيبولفيدا
ماتياس سيبولفيدا (بالإسبانية: Matías Sepúlveda)‏ (12 مارس 1999 بسانتياغو في تشيلي - ) هو لاعب كرة قدم تشيلي في مركز الوسط. لعب مع نادي أوهيجينس.

## وصلات خارجية
- ماتياس سيبولفيدا على موقع قاعدة بيانات كرة القدم.إي يو (الإنجليزية)
- ماتياس سيبولفيدا على موقع Soccerway.com (الإنجليزية)
- ماتياس سيبولفيدا على موقع AS.com (الإسبانية)